# SNX6
SNX6‏ (Sorting Nexin 6) هوَ بروتين يُشَفر بواسطة جين SNX6 في الإنسان.